# Бермант, Анисим Фёдорович
Анисим Фёдорович Бермант (27 июня 1904 года, Юзовка — 26 июня 1959) — советский математик и педагог.

## Биография
Родился в семье служащего металлургического завода.
Окончил физико-математический факультет Донского государственного университета в Ростове-на-Дону (1925) и аспирантуру Института математики и механики МГУ (1931) под руководством М. А. Лаврентьева. Профессор (1933), доктор физико-математических наук (1941).
После эвакуации Математического института АН СССР в Казань в 1941 году из-за наступления фашистов на Москву в начале Великой Отечественной войны возглавил оставшихся в Москве сотрудников института, заместитель директора института. Был снят с должности после того как был уличён в получении продуктовой карточки в двух местах — и в МИАНе и в Военной академии.
Заведовал кафедрами математики в ряде ведущих технических вузов, в том числе во Всесоюзном заочном энергетическом институте (1950-1953) и в 1954—1958 гг. в Московском инженерно-строительном институте. Организатор (1954) научно-методического семинара математических кафедр технических вузов Москвы, председатель оргкомитета Всесоюзного совещания заведующих математических кафедр ВТУЗов (1958).
Учебник «Краткий курс математического анализа», написанный Бермантом в соавторстве с И. Г. Арамановичем, выдержал множество изданий.

## Из библиографии
Автор учебников, некоторые из которых переиздавались после его смерти:
- Тригонометрия / А. Ф. Бермант, Л. А. Люстерник. — 2-е изд., стер. — Москва : Гостехиздат, 1957. — 180 с. : черт.; 20 см.
- Отображения. Криволинейные координаты. Преобразования. Формулы Грина. — Москва : Физматгиз, 1958. — 306 с. : черт.; 20 см. — (Избранные главы высшей математики для инженеров и студентов втузов).
- Краткий курс математического анализа : Для втузов. — 5-е изд., стер. — Москва : Наука, 1967. — 736 с. : черт.; 22 см.
- Курс математического анализа : [Для втузов] / Проф. А. Ф. Бермант. — 8-е изд., стер. — Москва : Гостехиздат, 1955. — 2 т.; 23 см.

Похоронен на Новодевичьем кладбище (5 участок).